# Liste des chansons de William Sheller
Une chanson de William Sheller est une chanson interprétée, enregistrée par cet artiste et commercialisée sur support audio (vinyle ou CD) ou sur une plate-forme de téléchargement. 
Voici la liste détaillée des chansons de William Sheller. La liste est présentée par ordre alphabétique du premier mot significatif, avec l'année de la première commercialisation de la chanson, l'album studio (ou, à défaut, le 45 tours/single, l'album live ou la compilation) sur lequel apparaît la chanson pour la première fois et leur(s) auteur(s) et compositeur(s).  Les instrumentaux ne sont pas repris 
- Haut – A
- B
- C
- D
- E
- F
- G
- H
- I
- J
- K
- L
- M
- N
- O
- P
- Q
- R
- S
- T
- U
- V
- W
- X
- Y
- Z
- 0-9

## 0-9
| Titre           | Année | Première parution           | Paroles         | Musique         | Note |
| --------------- | ----- | --------------------------- | --------------- | --------------- | ---- |
| 1.2.3.4         | 1976  | Dans un vieux rock 'n' roll | William Sheller | William Sheller |      |
| 4 saisons (Les) | 1968  | 45 tours Couleurs           | Gérard Manset   | Willian Sheller |      |

## A
| Titre                      | Année | Première parution           | Paroles         | Musique         | Note |
| -------------------------- | ----- | --------------------------- | --------------- | --------------- | ---- |
| À franchement parler       | 1977  | Symphoman                   | William Sheller | William Sheller |      |
| À l'après-minuit           | 1977  | Symphoman                   | William Sheller | William Sheller |      |
| À qui je m'abandonne       | 1976  | Dans un vieux rock 'n' roll | William Sheller | William Sheller |      |
| Adieu Kathy                | 1969  | 45 tours Leslie Simone      | Bob Medhi       | William Sheller |      |
| Ailleurs                   | 1989  | Ailleurs                    | William Sheller | William Sheller |      |
| Amour noir (L')            | 1984  | Simplement                  | William Sheller | William Sheller |      |
| Archet sur mes veines (Un) | 1989  | Ailleurs                    | William Sheller | William Sheller |      |
| Athis                      | 2000  | Les Machines absurdes       | William Sheller | William Sheller |      |
| Avatar I (Log in)          | 2008  | Avatars                     | William Sheller | William Sheller |      |
| Avatar II (Log out)        | 2008  | Avatars                     | William Sheller | William Sheller |      |

## B
| Titre                       | Année | Première parution           | Paroles         | Musique         | Note |
| --------------------------- | ----- | --------------------------- | --------------- | --------------- | ---- |
| Basket ball                 | 1987  | Univers                     | William Sheller | William Sheller |      |
| Bavaroise (La)              | 1981  | J'suis pas bien             | William Sheller | William Sheller |      |
| Belle journée (Une)         | 2015  | Stylus                      | William Sheller | William Sheller |      |
| Bière y était bonne (La)    | 1976  | Dans un vieux rock 'n' roll | William Sheller | William Sheller |      |
| Billy nettoie son saxophone | 1980  | Nicolas                     | William Sheller | William Sheller |      |
| Blackmail                   | 2008  | Avatars                     | William Sheller | William Sheller |      |
| Bus stop                    | 2015  | Stylus                      | William Sheller | William Sheller |      |

## C
| Titre                               | Année | Première parution               | Paroles                        | Musique         | Note                            |
| ----------------------------------- | ----- | ------------------------------- | ------------------------------ | --------------- | ------------------------------- |
| Camping                             | 2008  | Avatars                         | William Sheller                | William Sheller |                                 |
| Ça ne sert à rien                   | 1976  | Dans un vieux rock 'n' roll     | William Sheller                | William Sheller |                                 |
| Capitaine (Le)                      | 1984  | Simplement                      | Muriel Solal - William Sheller | William Sheller |                                 |
| Carnet à spirale (Le)               | 1976  | Dans un vieux rock 'n' roll     | William Sheller                | William Sheller |                                 |
| Catherine                           | 1977  | Symphoman                       | William Sheller                | William Sheller | Chanson dédiée à Catherine Lara |
| Centre ville                        | 1998  | Tu devrais chanter              | William Sheller                | William Sheller |                                 |
| C'est l'hiver demain                | 1976  | Dans un vieux rock 'n' roll     | William Sheller                | William Sheller |                                 |
| Chamberwood (La vilaine maison)     | 2000  | Les Machines absurdes           | William Sheller                | William Sheller |                                 |
| Chanson d'automne                   | 2004  | Épures                          | William Sheller                | William Sheller |                                 |
| Chanson lente                       | 1983  | 45 tours Les Filles de l'aurore | William Sheller                | William Sheller |                                 |
| Chanson noble et sentimentale (Une) | 1981  | J'suis pas bien                 | William Sheller                | William Sheller |                                 |
| Chanson qui te ressemblerait (Une)  | 1976  | Dans un vieux rock 'n' roll     | William Sheller                | William Sheller |                                 |
| Clandestine                         | 2004  | Épures                          | William Sheller                | William Sheller |                                 |
| Comme je m'ennuie de toi            | 1975  | Rock 'n' Dollars                | William Sheller                | William Sheller |                                 |
| Comme on n'oublie pas               | 1994  | Albion                          | William Sheller                | William Sheller |                                 |
| Couleurs                            | 1968  | 45 tours Couleurs               | Gérard Manset                  | William Sheller |                                 |
| Cuir de Russie                      | 1987  | Univers                         | William Sheller                | William Sheller |                                 |

## D
| Titre                       | Année | Première parution           | Paroles         | Musique         | Note                      |
| --------------------------- | ----- | --------------------------- | --------------- | --------------- | ------------------------- |
| Dans un vieux rock 'n' roll | 1976  | Dans un vieux rock 'n' roll | William Sheller | William Sheller |                           |
| Darjeeling                  | 1987  | Univers                     | William Sheller | William Sheller |                           |
| Dépression d'hiver (Une)    | 1995  | Olympiade                   | William Sheller | William Sheller | Inédite en version studio |

## E
| Titre                             | Année | Première parution                  | Paroles                                           | Musique                       | Note |
| --------------------------------- | ----- | ---------------------------------- | ------------------------------------------------- | ----------------------------- | --- |
| É la veritá                       | 1968  | 45 tours Se tu giri la testa       | Gérard Manset                                     | William Sheller               | Version italienne de 4 saisons |
| Elle dit soleil, elle dit         | 1977  | Symphoman                          | William Sheller                                   | William Sheller               | |
| Elvira                            | 2004  | Épures                             | William Sheller                                   | William Sheller               | |
| Empire de Toholl (L')             | 1987  | Univers                            | William Sheller - Bruno De Tolbiac - Jean Guidoni | William Sheller               | Opéra-cantate composé de Ouverture et rhapsodie, Premier chant de Toholl, L'Impératorium, Hymne de Toholl et Deuxième chant de Toholl |
| Encore une heure, encore une fois | 1987  | Univers                            | William Sheller                                   | William Sheller               | |
| Endroit pour vivre (Un)           | 1981  | J'suis pas bien                    | William Sheller                                   | William Sheller               | |
| Enfants du week-end (Les)         | 2010  | Piano en ville                     | William Sheller                                   | William Sheller               | |
| Enfants sauvages (Les)            | 1994  | Albion                             | William Sheller                                   | William Sheller               | |
| Enygma Song                       | 2000  | Les Machines absurdes              | Gaël Yvan - William Sheller                       | William Sheller - Yves Jaguet | |
| Erotissimo                        | 1969  | Bande originale du film Erotissimo | William Sheller                                   | William Sheller               | En duo avec Michaële |
| Étonnante Européenne (Une)        | 1980  | Nicolas                            | William Sheller                                   | William Sheller               | Chanson dédiée à Mychèle Abraham |
| Excalibur                         | 1989  | Ailleurs                           | William Sheller                                   | William Sheller               | |

## F
| Titre                                     | Année | Première parution | Paroles                        | Musique         | Note |
| ----------------------------------------- | ----- | ----------------- | ------------------------------ | --------------- | ---- |
| Fandango                                  | 1977  | Symphoman         | William Sheller                | William Sheller |      |
| Félix et moi                              | 2008  | Avatars           | William Sheller                | William Sheller |      |
| Fier et fou de vous                       | 1980  | Nicolas           | William Sheller                | William Sheller |      |
| Fille aînée du dernier des Cherokees (La) | 1981  | J'suis pas bien   | William Sheller                | William Sheller |      |
| Fille comme ça (Une)                      | 1975  | William Sheller   | William Sheller                | William Sheller |      |
| Fille de Montréal (La)                    | 1975  | William Sheller   | William Sheller                | William Sheller |      |
| Filles de l'aurore (Les)                  | 1984  | Simplement        | Muriel Solal - William Sheller | William Sheller |      |
| Flash assurance limitée (La)              | 1977  | Symphoman         | William Sheller                | William Sheller |      |

## G
| Titre                                 | Année | Première parution           | Paroles            | Musique         | Note |
| ------------------------------------- | ----- | --------------------------- | ------------------ | --------------- | ---- |
| Genève                                | 1976  | Dans un vieux rock 'n' roll | William Sheller    | William Sheller |      |
| Genovève                              | 1981  | J'suis pas bien             | William Sheller    | William Sheller |      |
| Gimmick Boy (Ne reste pas là Suzie Q) | 1977  | Symphoman                   | William Sheller    | William Sheller |      |
| Good bye good bye good                | 1994  | Albion                      | William Sheller    | William Sheller |      |
| Guernesey                             | 1987  | Univers                     | Bernard Lavilliers | William Sheller |      |

## H
| Titre              | Année | Première parution    | Paroles         | Musique         | Note                                                                                                   |
| ------------------ | ----- | -------------------- | --------------- | --------------- | --- |
| Hey! Doctor Disco  | 1977  | Symphoman            | William Sheller | William Sheller | |
| Hit parade lady    | 1975  | William Sheller      | William Sheller | William Sheller | |
| Homme heureux (Un) | 1991  | Sheller en solitaire | William Sheller | William Sheller | Inédite en version studio. Récompensée par une Victoire de la musique de la chanson de l'année en 1992 |

## I
| Titre                           | Année | Première parution              | Paroles                                             | Musique         | Note |
| ------------------------------- | ----- | ------------------------------ | --------------------------------------------------- | --------------- | --- |
| I keep movin' on                | 1984  | 45 tours Mon Dieu que j'l'aime | William Sheller. Adaptation : Simon Shrimpton-Smith | William Sheller | Version anglaise de Mon dieu que j'l'aime |
| I spy                           | 1994  | Albion                         | Steve Bolton                                        | Steve Bolton    | |
| Indies (Les millions de singes) | 1998  | Tu devrais chanter             | William Sheller                                     | William Sheller | Originellement intitulée Les Millions de singes, elle a été renommée Indies (Les millions de singes) à partir de 2000 quand elle est parue sur l'album Les Machines absurdes |

## J
| Titre                                           | Année | Première parution                                        | Paroles         | Musique         | Note |
| ----------------------------------------------- | ----- | -------------------------------------------------------- | --------------- | --------------- | ---- |
| J'attends dans la foule                         | 1981  | J'suis pas bien                                          | William Sheller | William Sheller |      |
| J'en avais envie aussi                          | 2004  | Épures                                                   | William Sheller | William Sheller |      |
| Jet lag                                         | 2008  | Avatars                                                  | William Sheller | William Sheller |      |
| J'me gênerais pas pour dire que j't'aime encore | 1978  | 45 tours J'me gênerais pas pour dire que j't'aime encore | William Sheller | William Sheller |      |
| Joker, Poker                                    | 1976  | Dans un vieux rock 'n' roll                              | William Sheller | William Sheller |      |
| J'ose pas                                       | 1980  | Nicolas                                                  | William Sheller | William Sheller |      |
| J'suis pas bien                                 | 1981  | J'suis pas bien                                          | William Sheller | William Sheller |      |

## L
| Titre                     | Année | Première parution            | Paroles          | Musique         | Note |
| ------------------------- | ----- | ---------------------------- | ---------------- | --------------- | ---- |
| Laisse-moi tout seul      | 1975  | William Sheller              | Jean-Pierre Lang | William Sheller |      |
| Leslie Simone             | 1969  | 45 tours Leslie Simone       | Michaële         | William Sheller |      |
| Living east dreaming west | 1970  | 45 tours She opened the door | J. Makay         | William Sheller |      |
| Longue échelle (La)       | 2008  | Avatars                      | William Sheller  | William Sheller |      |
| Loulou                    | 2004  | Épures                       | William Sheller  | William Sheller |      |

## M
| Titre                            | Année | Première parution       | Paroles                        | Musique                      | Note                                                                                                 |
| -------------------------------- | ----- | ----------------------- | ------------------------------ | ---------------------------- | --- |
| Ma hantise ordinaire             | 1981  | J'suis pas bien         | William Sheller                | William Sheller              | |
| Machines à sous (Les)            | 1975  | William Sheller         | William Sheller                | William Sheller              | |
| Machines absurdes (Les)          | 2000  | Les Machines absurdes   | William Sheller                | William Sheller              | |
| Maintenant tout le temps         | 1994  | Albion                  | William Sheller                | William Sheller              | |
| Maison de Mara (La)              | 1975  | William Sheller         | William Sheller                | William Sheller              | |
| Maman est folle                  | 1984  | Simplement              | William Sheller                | William Sheller              | |
| Message urgent                   | 1982  | 45 tours Rosanna Banana | Pierre Grosz                   | William Sheller              | |
| Miroirs dans la boue (Les)       | 1987  | Univers                 | William Sheller                | William Sheller              | |
| Misses Wan                       | 2000  | Les Machines absurdes   | William Sheller - Yves Jaget   | William Sheller - Yves Jaget | Originellement chantée en duo avec Nicoletta, sur l'album Connivences (1998), sous le titre Mrs Wan, |
| Mon dieu que j'l'aime            | 1984  | Simplement              | Muriel Solal - William Sheller | William Sheller              | |
| Mon hôtel                        | 2004  | Épures                  | William Sheller                | William Sheller              | |
| Moondown                         | 2000  | Les Machines absurdes   | William Sheller                | William Sheller              | |
| Mots qui viennent tout bas (Les) | 1981  | J'suis pas bien         | William Sheller                | William Sheller              | |
| Music-hall                       | 2008  | Avatars                 | William Sheller                | William Sheller              | |
| Musique autour de moi (La)       | 1977  | Symphoman               | William Sheller                | William Sheller              | |

## N
| Titre              | Année | Première parution | Paroles         | Musique         | Note |
| ------------------ | ----- | ----------------- | --------------- | --------------- | ---- |
| Navale (La)        | 1994  | Albion            | William Sheller | William Sheller |      |
| Nicolas            | 1980  | Nicolas           | William Sheller | William Sheller |      |
| Nouveau monde (Le) | 1987  | Univers           | William Sheller | William Sheller |      |

## O
| Titre                        | Année | Première parution | Paroles         | Musique         | Note |
| ---------------------------- | ----- | ----------------- | --------------- | --------------- | ---- |
| Oh ! J'cours tout seul       | 1979  | Nicolas           | William Sheller | William Sheller |      |
| On vit tous la même histoire | 1994  | Albion            | William Sheller | William Sheller |      |
| Oncle Arthur et moi          | 1975  | William Sheller   | William Sheller | William Sheller |      |
| Orgueilleuses (Les)          | 1981  | J'suis pas bien   | William Sheller | William Sheller |      |

## P
| Titre                                  | Année | Première parution                                        | Paroles         | Musique         | Note |
| -------------------------------------- | ----- | -------------------------------------------------------- | --------------- | --------------- | ---- |
| Parade (Le bel adieu)                  | 2000  | Les Machines absurdes                                    | William Sheller | William Sheller |      |
| Petit comme un caillou                 | 1980  | Nicolas                                                  | William Sheller | William Sheller |      |
| Petit pimpon                           | 2015  | Stylus                                                   | William Sheller | William Sheller |      |
| Petites filles modèles (Les)           | 1978  | 45 tours J'me gênerais pas pour dire que j't'aime encore | William Sheller | William Sheller |      |
| Peu de Boogi woogie sur les bords (Un) | 1980  | Nicolas                                                  | William Sheller | William Sheller |      |
| Photos-souvenirs                       | 1975  | William Sheller                                          | William Sheller | William Sheller |      |
| Pourquoi t'es plus new wave            | 1981  | J'suis pas bien                                          | William Sheller | William Sheller |      |

## Q
| Titre                      | Année | Première parution | Paroles         | Musique         | Note |
| -------------------------- | ----- | ----------------- | --------------- | --------------- | ---- |
| Quand j'étais à vos genoux | 1980  | Nicolas           | William Sheller | William Sheller |      |

## R
| Titre                | Année | Première parution               | Paroles         | Musique         | Note |
| -------------------- | ----- | ------------------------------- | --------------- | --------------- | ---- |
| Relâche              | 1994  | Albion                          | William Sheller | William Sheller |      |
| Revenir bientôt      | 2004  | Épures                          | William Sheller | William Sheller |      |
| Ridge Farm en Albion | 1994  | Single Maintenant tout le temps | marc wallis     | Marc Wallis     |      |
| Rock 'n' Dollars     | 1975  | William Sheller                 | William Sheller | William Sheller |      |
| Rosanna Banana       | 1982  | 45 tours Rosanna Banana         | William Sheller | William Sheller |      |

## S
| Titre                            | Année | Première parution                                  | Paroles          | Musique         | Note                          |
| -------------------------------- | ----- | -------------------------------------------------- | ---------------- | --------------- | ----------------------------- |
| Saint-Exupéry Airway             | 1976  | 45 tours Dans un vieux rock 'n' roll (1re version) | William Sheller  | William Sheller |                               |
| Savez-vous ?                     | 1975  | William Sheller                                    | William Sheller  | William Sheller |                               |
| Sergeï                           | 1989  | Ailleurs                                           | Bruno de Tolbiac | William Sheller |                               |
| Se tu giri la testa              | 1968  | 45 tours Se tu giri la testa                       | Gérard Manset    | William Sheller | Version italienne de Couleurs |
| She opened the door              | 1970  | 45 tours She opened the door                       | J. Makay         | William Sheller |                               |
| Silfax                           | 1994  | Albion                                             | William Sheller  | William Sheller |                               |
| Simplement                       | 1984  | Simplement                                         | William Sheller  | William Sheller |                               |
| Souris noires (Les)              | 2015  | Stylus                                             | William Sheller  | William Sheller |                               |
| Spyder le cat                    | 2008  | Avatars                                            | William Sheller  | William Sheller |                               |
| Sumidagawa (La)                  | 1989  | Ailleurs                                           | William Sheller  | William Sheller |                               |
| Sunfool (Une solitude ordinaire) | 2000  | Les Machines absurdes                              | William Sheller  | William Sheller |                               |
| Symphoman                        | 1977  | Symphoman                                          | William Sheller  | William Sheller |                               |

## T
| Titre                                                   | Année | Première parution            | Paroles                                               | Musique          | Note                                                                                       |
| ------------------------------------------------------- | ----- | ---------------------------- | ----------------------------------------------------- | ---------------- | ------------------------------------------------------------------------------------------ |
| Téléphone pas trop tôt                                  | 1976  | Dans un vieux rock 'n' roll  | William Sheller                                       | William Sheller  |                                                                                            |
| Témoin magnifique (Le)                                  | 1989  | Ailleurs                     | William Sheller                                       | William Sheller  | Est composé de 3 parties : Prélude à tempo d'un jogger, Cadenza del sol et Chant du témoin |
| Temps d'une heure de ciel bleu (Le)                     | 2015  | Stylus                       | Tommy Snyder                                          | William Sheller  | Titre caché                                                                                |
| Tête brûlée (La)                                        | 1989  | Ailleurs                     | William Sheller                                       | William Sheller  |                                                                                            |
| To you                                                  | 2000  | Les Machines absurdes        | William Sheller                                       | William Sheller  |                                                                                            |
| Toccatarte (La)                                         | 1978  | 45 tours Fier et fou de vous | William Sheller                                       | William Sheller  |                                                                                            |
| Tout ira bien                                           | 2008  | Avatars                      | William Sheller                                       | William Sheller  |                                                                                            |
| Toutes les choses qu'on lui donne                       | 2004  | Épures                       | William Sheller                                       | William Sheller  |                                                                                            |
| Tristan                                                 | 2008  | Avatars                      | William Sheller                                       | William Sheller  |                                                                                            |
| Tu peux préparer le café noir (Every Day I Have to Cry) | 2018  | La Même Tribu, volume 2      | Arthur Alexander (Adapt. Claude Moine, Boris Bergman) | Arthur Alexander | Reprise d'Eddy Mitchell, en duo avec lui                                                   |

## V
| Titre                 | Année | Première parution | Paroles                    | Musique         | Note                                                                        |
| --------------------- | ----- | ----------------- | -------------------------- | --------------- | --------------------------------------------------------------------------- |
| Veilleur de nuit (Le) | 2008  | Avatars           | William Sheller            | William Sheller |                                                                             |
| Vienne                | 1992  | Urgence           | Barbara - Roland Romanelli | Barbara         | Reprise de Barbara pour un album caritatif pour la recherche contre le sida |

## W
| Titre     | Année | Première parution | Paroles         | Musique         | Note |
| --------- | ----- | ----------------- | --------------- | --------------- | ---- |
| Walpurgis | 2015  | Stylus            | William Sheller | William Sheller |      |

## Y
| Titre     | Année | Première parution | Paroles         | Musique         | Note |
| --------- | ----- | ----------------- | --------------- | --------------- | ---- |
| Youpylong | 2015  | Stylus            | William Sheller | William Sheller |      |

## Sources et références
Cette liste est basée sur : 
- la liste des chansons de Chemin de traverse, l'intégrale du chanteur, parue en 2005 ;
- la liste des chansons des albums mentionnés sur cette page ;
- le dictionnaire des chansons du site Shellerophile